# Kemi
Kemi – miasto, port morski i siedziba gminy w Finlandii, w regionie Laponia, podregionie Kemi–Tornio, nad Zatoką Botnicką. Gminę Kemi zamieszkuje 21 795 osób (31 lipca 2015), a jej powierzchnia wynosi 747,28 km², z czego ląd stanowi 95,38 km². Mieszkańcy gminy Kemi jako język rodzimy wskazują język fiński.
Miasto założono w 1869 dekretem królewskim; wybór miejsca wynikał z faktu, że znajduje się tu – u ujścia rzeki Kemijoki – zatoka o dostatecznie głębokich wodach (wody całej Zatoki Botnickiej są generalnie bardzo płytkie).
W 1996 roku powstał tu zespół powermetalowy Sonata Arctica.

## Podział administracyjny
Kemi podzielone jest na 6 „dużych dzielnic” (fiń. suuralue), które z kolei podzielone są na 16 „zwykłych dzielnic” (fiń. alue).
| Dzielnica (suuralue) | Powierzchnia (km²) | Populacja (2020) | Dzielnice (alue)                       |
| -------------------- | ------------------ | ---------------- | -------------------------------------- |
| Sauvosaari           | 3,78               | 4397             | - Sauvosaari - Peurasaari - Karjalahti |
| Koivuharju           | 20,42              | 5302             | - Koivuharju - Karihaara - Paattio     |
| Kivikko              | 12,68              | 4178             | - Kivikko - Tervaharju - Nauska        |
| Syväkangas           | 17,36              | 3294             | - Syväkangas - Takajärvi - Ritikka     |
| Hepola               | 32                 | 2099             | - Hepola - Ritikari - Ajos             |
| Merikemi             | 9,17               | 1                | - Merikemi                             |

## Gospodarka
Przemysł Kemi opiera się na wielkiej wytwórni pulpy (ścieru drzewnego), papierni oraz jedynej w Unii Europejskiej kopalni rud chromu (wydobycie rozpoczęto w 1968), która zaopatruje hutę stali chromowych w Tornio. W Kemi znajduje się też politechnika.
W 2016 roku chińska firma Kaidi ogłosiła plany budowy w Kemi pierwszej na świecie fabryki biopaliw drugiej generacji. Budowa miała zostać zakończona do 2019 roku. W 2022 roku miasto odkupiło od firmy ziemię, na której miała powstać rafineria.

## Transport
Kemi leży na drodze krajowej nr 4 z Helsinek do Utsjoki. Za miastem odchodzi od niej droga krajowa nr 29 do Tornio.
W mieście znajduje się stacja kolejowa Kemi na linii kolejowej Oulu–Tornio. Na północ od stacji Kemi, w Laurila, odchodzi od niej linia do Kelloselkä.
Od założenia w roku 1869 Kemi jest również portem morskim. W 1939 roku rozpoczęto budowę jego obecnie najistotniejszej części – przystani na półwyspie Ajos. Jest to przystań głębokowodna, posiadająca tor wodny o głębokości 10 m. Od 1971 roku port w Kemi jest całoroczny.
Port lotniczy Kemi-Tornio znajduje się kilka kilometrów od centrum miasta. W 2017 roku obsłużył 104462 pasażerów.

## Atrakcje turystyczne
- Kościół w Kemi – wybudowany w 1902 roku[11]
- Zamek śnieżny w Kemi[12]
- Lodołamacz Sampo

## Miasta partnerskie
- Liptowski Mikułasz, Słowacja
- Newtownards, Irlandia Północna
- Székesfehérvár, Węgry
- Wismar, Niemcy